# Timoleón Jiménez
Pour les articles homonymes, voir Jiménez.
Rodrigo Londoño Echeverri, plus connu par les pseudonymes Timoleón Jiménez ou Timochenko, est un ex-guérillero colombien. Il est né le 22 janvier 1959 à Calarcá (Quindío), en Colombie.

## Biographie

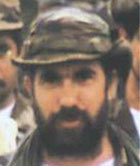
Timoleón Jiménez au début des années 1990.

Il étudie la médecine dans sa jeunesse avec une spécialisation en cardiologie à l'université Patrice Lumumba de Moscou, puis à Cuba. Il est entraîné militairement dans la Yougoslavie du maréchal Tito, après quoi il intègre les Forces armées révolutionnaires de Colombie (FARC) en mars 1982. Il gravit rapidement les échelons de l'organisation, en raison de ses résultats en tant que commandant du Front 9 des FARC, ce qui l’amène à intégrer l'état-major central des FARC en 1986. Il est considéré comme l'un des principaux responsables des actions menées sur la route Bogota-Medellín et d'autres attaques dans la région d'Antioquia. Il est aussi chargé d'organiser la résistance militaire aux offensives des paramilitaires AUC dans les années 1990 et début 2000.
Il devient le commandant en chef des FARC après la mort de Guillermo Sáenz, tué par l'armée colombienne en novembre 2011. Il est également considéré comme le responsable des services de renseignements et de contre-renseignements des FARC.
Après avoir annoncé sa candidature à l'élection présidentielle de 2018 le 1er novembre 2017, il se retire de la course à la présidence le 8 mars 2018 en raison de problèmes de santé.
Il est invité au Forum de São Paulo en 2018 mais la justice colombienne lui interdit de quitter le pays.